# Euasteron atriceps
Euasteron atriceps là một loài nhện trong họ Zodariidae.
Loài này thuộc chi Euasteron. Euasteron atriceps được Barbara C. Baehr miêu tả năm 2003.